# Osterstraße
Osterstraße – stacja metra hamburskiego na linii U2. Stacja została otwarta 23 maja 1914. 

## Położenie
Stacja Osterstraße leży bezpośrednio pod drogą Heußweg w dzielnicy Eimsbüttel. Tytułowa Osterstraße, centralna ulica handlowa dzielnicy, przebiega bezpośrednia nad stacją. Stacja metra ma dwa około 120 metrowe perony boczne. Ze względu na małą głębokość nie ma antresoli. Schody z peronów prowadzą bezpośrednio na powierzchnię, a od maja 2013 zainstalowane są windy. Z holu wschodniego można się dostać bezpośrednio do domu towarowego Karstadt.